# Günther Rennert
Günther Rennert (ur. 1 kwietnia 1911 w Essen, zm. 31 lipca 1978 w Salzburgu) – niemiecki reżyser operowy. 

## Życiorys
Ukończył studia prawnicze. Początkowo próbował swoich sił jako reżyser filmowy, jednak za namową Waltera Felsensteina, którego w latach 1935–1936 był asystentem, zdecydował się zwrócić w stronę teatru. W pierwszych latach swojej kariery działał w teatrach operowych w Wuppertalu, Moguncji i Królewcu, a w latach 1942–1944 w Städtische Oper w Berlinie. W 1945 roku wystawił Fidelia Ludwiga van Beethovena na otwarcie pierwszego po II wojnie światowej sezonu operowego w Monachium. Od 1946 do 1956 roku był intendentem opery w Hamburgu, a od 1967 do 1976 roku intendentem Bayerische Staatsoper w Monachium. Współpracował z teatrami operowymi w Wiedniu, Londynie, Mediolanie i Nowym Jorku, w latach 1960–1967 pełnił funkcję głównego reżysera na festiwalu operowym w Glyndebourne.
Należał do czołowych niemieckich reżyserów operowych, jego inscenizacje odznaczały się dbałością o realia utworu i rys psychologiczny postaci scenicznych. Wystawiał różnorodny repertuar, począwszy od oper barokowych po dzieła twórców XX-wiecznych. Miał na swoim koncie reżyserię licznych prapremierowych przedstawień, w tym Diabłów z Loudun Krzysztofa Pendereckiego (Stuttgart 1969). Opublikował pracę Opernarbeit. Inszenierungen 1963–1973 (Kassel 1974).